# Dar Kabir
Dar Kabir (arab. دار كبير) – wieś w Syrii, w muhafazie Aleppo, w dystrykcie Afrin. W 2004 roku liczyła 424 mieszkańców.